# Coutan (revue)
Pour les articles homonymes, voir Coutan.
Coutan (arménien : Գութան, littéralement « Charrue ») est une revue d'agronomie mensuelle en langue arménienne fondée par Karékine G. Medzadourian et publiée entre 1901 et 1905 à Paris.

## Historique
Coutan est fondée en janvier 1901 par Karékine Medzadourian (Գարեգին Մեծատուրեան), ingénieur agronome diplômé de l'Institut agronomique de France. La revue naît sous le patronage d'Émile Duclaux, directeur de l'Institut Pasteur.
Coutan cherche à diffuser les progrès de l'agronomie (en particulier française) auprès de son lectorat arménien, et plus généralement des articles sur des techniques agricoles, d'élevage, de sylviculture, à propos des machines agricoles les plus récentes, etc.
L'organisation derrière la publication de la revue se charge aussi d'acquérir des machines et outils agricoles, des semences, de la littérature spécialisée ainsi que des plans d'usines et d'exploitations agricoles.
La revue disparaît en 1905.